# Fontaine Lapayrière
La fontaine Lapayrière dit aussi Monument à Jeanne et Clément Robert-Lapayrière, situé place Charles de Gaulle, autrefois place du Marché, au Dorat (Haute-Vienne), est une œuvre du sculpteur Pierre-Amédée Brouillet, inaugurée en 1872.

## Historique
Vers 1860, Joseph Robert-Lapayrière et sa femme, habitants du Dorat, perdirent leurs deux enfants, Clément (21 ans) et Jeanne (16 ans). Ils étaient désormais sans héritiers.
À cette époque, Le Dorat manquait d’eau potable et se trouvait sans réserve en cas d’incendie. Or, vers 1868, un professeur du petit séminaire, l’abbé Pierre-Eugène Rougerie, plus tard évêque de Pamiers, établit un nivellement permettant de conduire en ville une eau abondante venant de la colline de Pierres-Blanches, dominée par des rochers de quartz. Le conseil municipal décida de faire exécuter les travaux estimés à 55 000 francs, mais il ne vota qu’un crédit de 15 000 francs. Les Robert-Lapayrière offrirent alors les 40 000 francs restant pour la construction de la conduite, d’environ 6 km, et l’établissement des bornes-fontaines.
Le conseil municipal accepta le don et décida l’érection d’une fontaine monumentale en signe de reconnaissance. Le projet, dessiné par Pierre-Amédée Brouillet, s’élevait à 10 000 francs. Touchés par la représentation en pied de leurs enfants sur le haut-relief en bronze, les Robert-Lapayrière prirent la moitié de cette somme à leur charge.
Le monument fut inauguré le 24 novembre 1872.

## Description
Située au centre de la place, la fontaine est de forme pyramidale à pans coupés en granit. Elle se dresse à l’intérieur d’un bassin hexagonal. 
La face principale est ornée d’un haut-relief en bronze figurant Jeanne et Clément Robert-Lapayrière. Les deux autres faces présentent des têtes de lions crachant un filet d’eau dans des vasques. Cantonnant les angles, trois dauphins stylisés alimentent le bassin inférieur. Une statue sommitale en bronze, coiffée d’une couronne murale telle que prescrite par Napoléon Ier pour les armoiries urbaines, symbolise la Ville du Dorat. Elle indique d’un geste de la main la direction des sources de Pierres-Blanches, d’où vient l’eau. 
Au pied de la statue, figurent les armoiries de Jacques de Bourbon, comte de la Marche, devenues celles du chapitre, et les blasons officiels de la Ville du Dorat.

Détails de l'œuvre
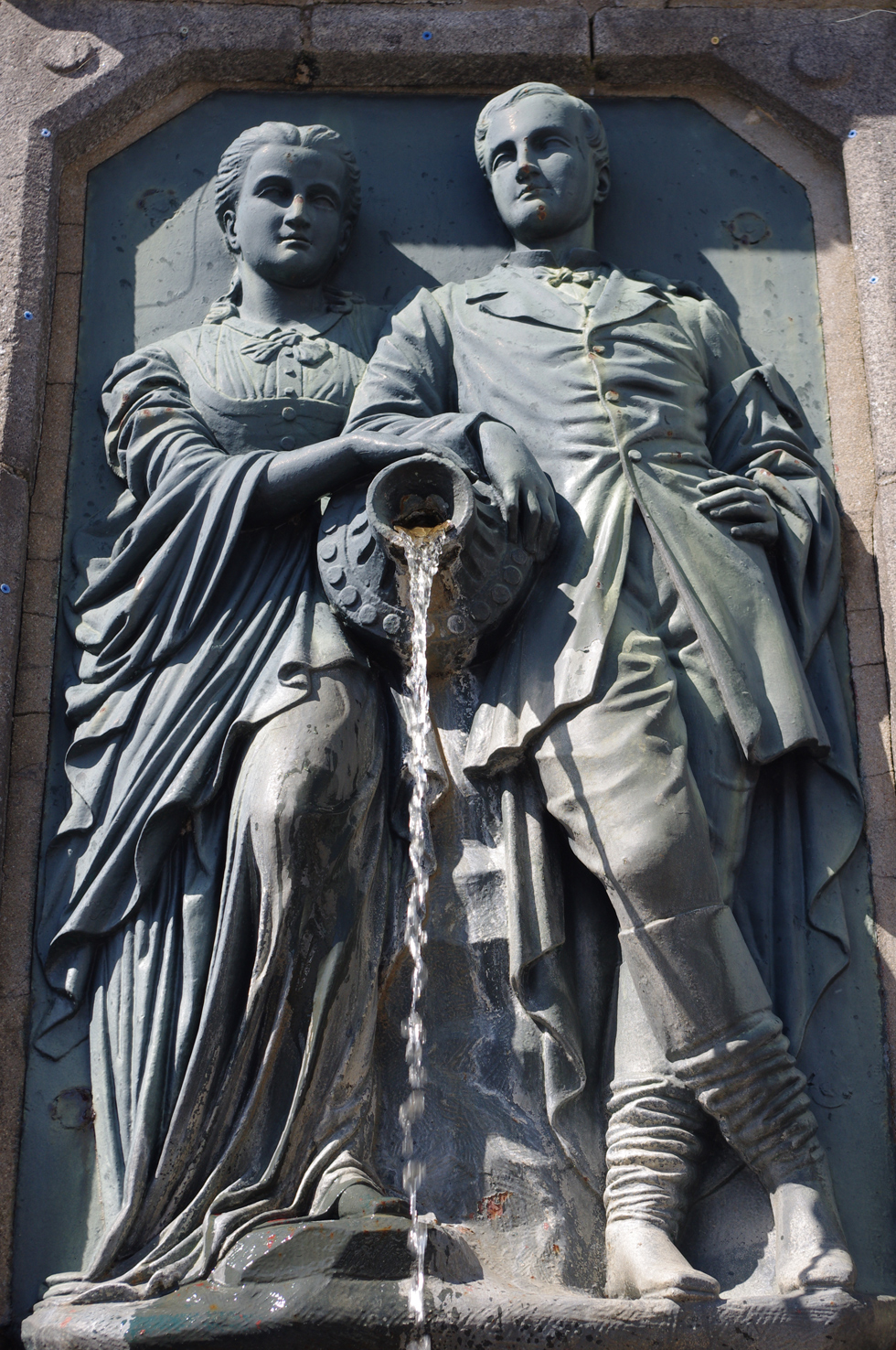
Portraits de Jeanne et Clément Robert-Lapayrière.
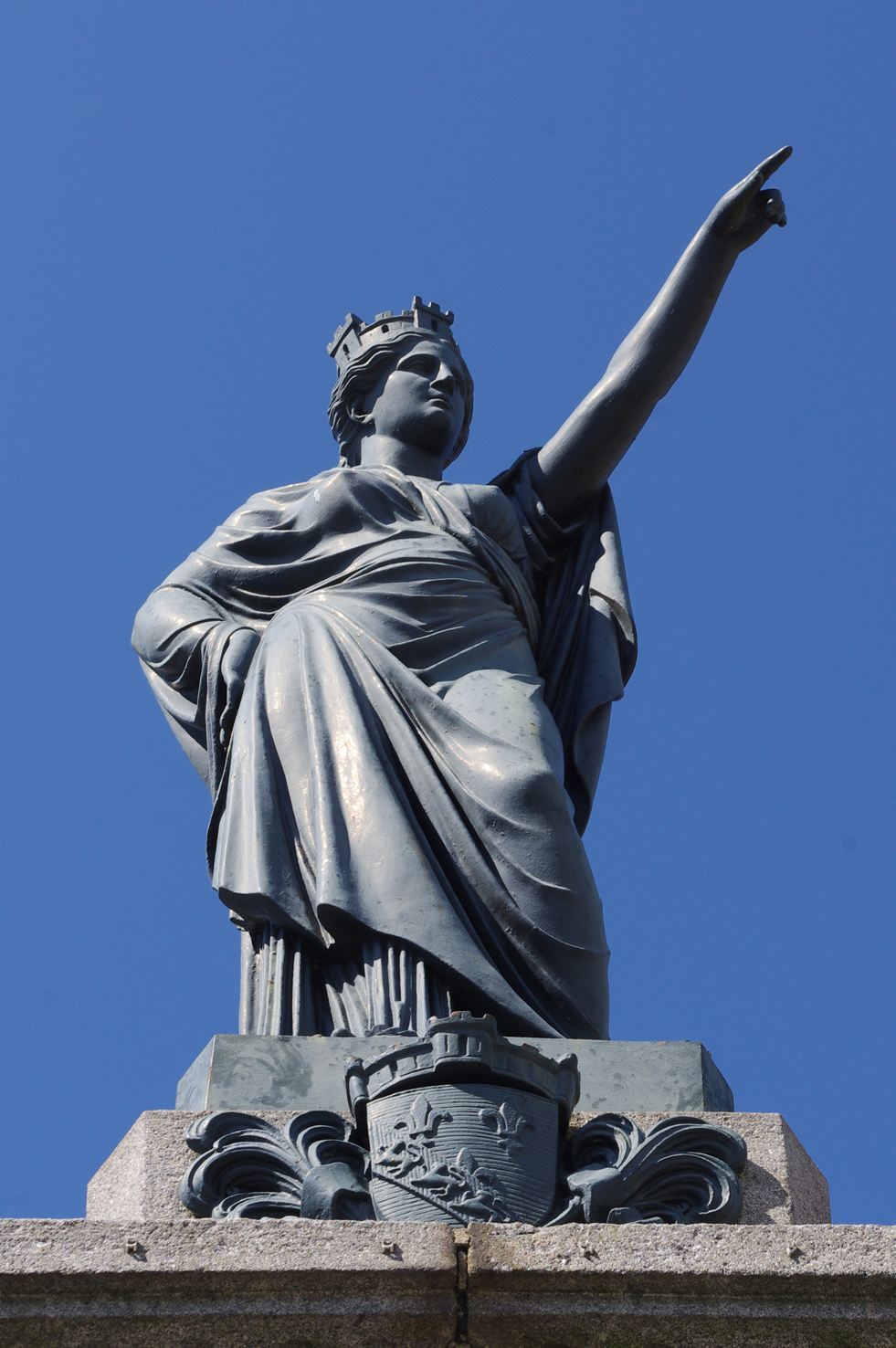
La Ville du Dorat.